# Sylvaner d'Alsace
Le sylvaner d'Alsace, ou alsace sylvaner, est un vin blanc français produit dans le vignoble d'Alsace à partir du cépage sylvaner B. Il s'agit d'une dénomination de cépage au sein de l'appellation alsace.
Parmi les vins d'Alsace, c'est un vin blanc moins aromatique que le riesling, le pinot gris et surtout le gewurztraminer ; en conséquence il n'est pas classé parmi les « cépages nobles » alsaciens. Généralement produit avec des rendements élevés, il donne des vins qualifiés le plus souvent de légers et de désaltérants.

## Histoire
Le cépage sylvaner B provient d'Autriche ou de Transylvanie (une ancienne partie de l'empire d'Autriche, aujourd'hui en Roumanie). Selon des analyses de son ADN, il serait un ancien hybride du traminer et du Österreichisch-Weiß (« blanc autrichien », qui aurait donné aujourd'hui le Heunisch, appelé en français le gouais). Il a été introduit en Alsace à la fin du XVIIIe siècle.
L'appellation d'origine « vins d'Alsace » est créée par l'ordonnance du 2 novembre 1945, puis devient appellation d'origine contrôlée par le décret du 3 octobre 1962, avant que ne soient définis des dénominations de cépage en 1971 ainsi que le cahier des charges de la production et de la commercialisation (décrets du 2 janvier 1970 et du 30 juin 1971) achevé par l'obligation de la mise en bouteille (loi du 5 juillet 1972) dans des flûtes (décret du 30 juin 1971).
Jusqu'aux années 1970, le sylvaner B a été majoritaire dans l'encépagement alsacien (2 577 hectares en 1969, soit 27 % du vignoble). Mais ses hauts rendements et sa plantation surtout en plaine font que la plupart des viticulteurs en font un vin peu aromatique, dilué et surtout désaltérant, se vendant moins cher que les autres vins d'Alsace. Le résultat est qu'il n'est quasiment plus planté depuis cette décennie (1 335 hectares en 2009, soit 8 % du vignoble), rapidement détrôné par des cépages qualifiés de plus « nobles », notamment le riesling B et le gewurztraminer Rs.
Le début du XXIe siècle voit un retour timide de la qualité avec quelques sylvaners produits à bas rendement, étant donné que les ceps ont souvent trente ans. On trouve même du sylvaner dans quelques parcelles des grands crus, notamment sur le Zotzenberg, le Zinnkoepflé et le Vorbourg (dans le Clos Saint Landelin), mais dans ces deux derniers cas il est vendu sous l'appellation moins valorisante alsace (alors que dans le cas du Zotzenberg il est autorisé sous l'appellation alsace grand cru depuis seulement 2006). Le cahier des charges de la dénomination est celui de l'appellation alsace, dernièrement modifié en mai 2025.

### Étymologie
La dénomination porte le nom de la région, dont la signification donne lieu à plusieurs théories.
En alsacien, « Alsace » se dit Elsass anciennement écrit Elsaß : 
- 'El- vient de l'alémanique Ell qui signifie l'Ill, la principale rivière alsacienne qui traverse la région du sud au nord.
- Saß vient du verbe sitzen (se trouver, être assis).

Littéralement, Elsass signifierait donc « le lieu où se trouve l'Ill » soit le « Pays de l'Ill ».
Quant au mot sylvaner, il s'agit du nom du cépage de la dénomination : le sylvaner B, qui s'écrit en alsacien silvaner, très rarement appelé « sylvain ».

## Situation géographique

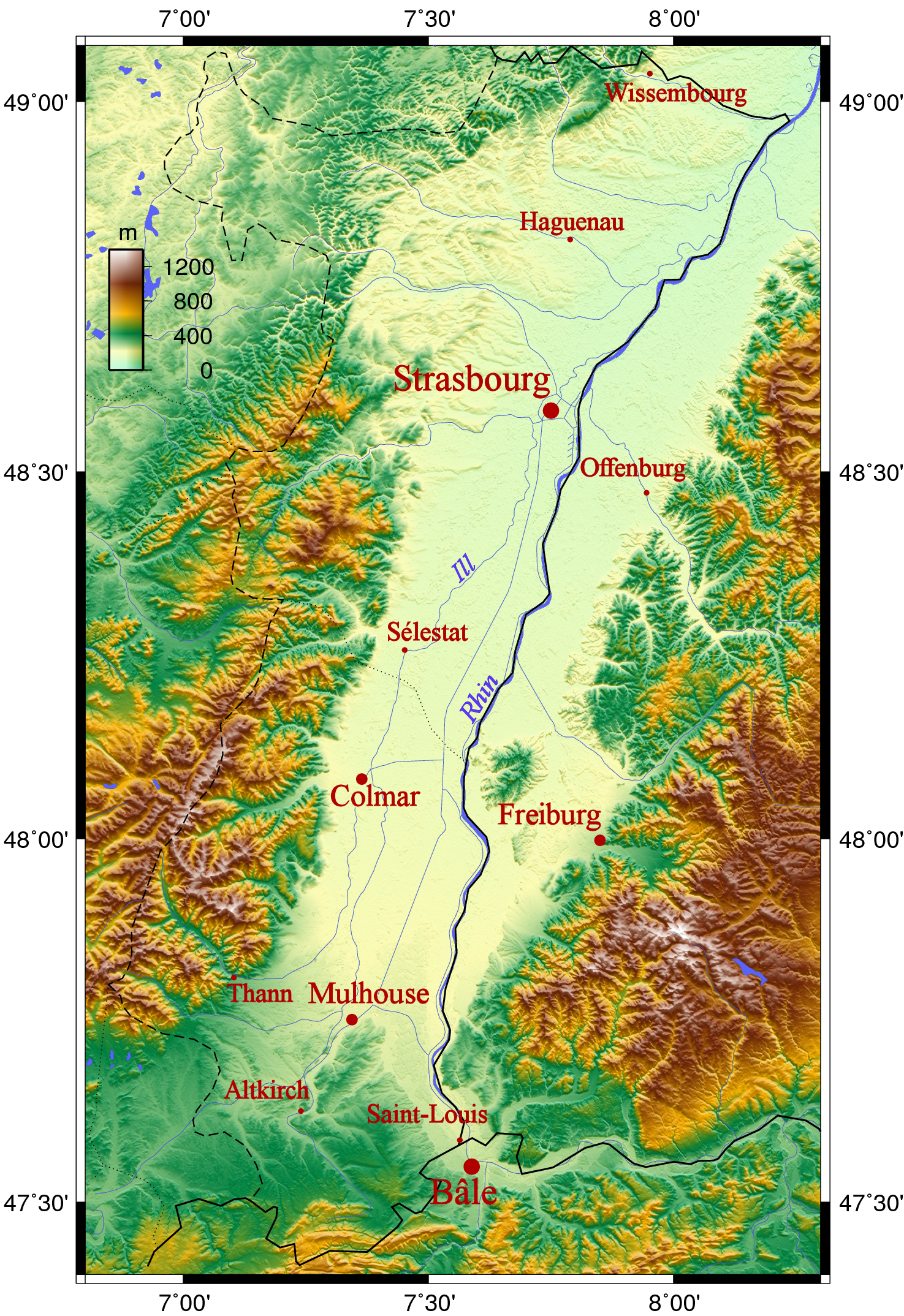
Carte du relief de l'Alsace.

Le sylvaner est produit en France, dans la région Alsace, plus précisément sur presque l'ensemble du vignoble d'Alsace, à l'exclusion de la presque totalité des petites aires de production de l'appellation alsace grand cru (mis à part le Zotzenberg, où il est autorisé). Il peut donc être produit de Wissembourg au nord (à la frontière avec l'Allemagne) à Thann au sud, sur 180 kilomètres de façon discontinue.

### Géologie et orographie
La presque totalité du sylvaner est produite sur la plaine d'Alsace mais quelques parcelles se trouvent sur les coteaux des collines sous-vosgiennes.
La plaine d'Alsace occupe la partie sud du fossé rhénan, né d'un effondrement durant l'Oligocène et le Miocène (−33 à −5 millions d'années).
Elle est composée d'une épaisse couche d'alluvions déposées par le Rhin (limons et graviers), c'est une zone beaucoup plus fertile que les coteaux, avec une importante nappe phréatique à moins de cinq mètres de profondeur.
Généralement, le haut des pentes des collines sous-vosgiennes est constitué des roches anciennes, plutoniques et métamorphiques tels que du granite, du gneiss ou de l'ardoise. Les parcelles de vignes y sont très pentues.
Le bas des coteaux est formé des couches de calcaires ou de marne recouvertes par du lœss, où le relief est moins accentué.

### Climatologie
À l'ouest, les Vosges protègent du vent et de la pluie la région de production des vins d'Alsace. Les vents d'ouest dominants perdent leur humidité sur le versant occidental des Vosges et parviennent sous forme de foehn, secs et chauds, dans la plaine d'Alsace. La quantité moyenne de précipitations est la plus faible de tous les vignobles français.
De ce fait, le climat est bien plus sec (Colmar est la station la plus sèche de France) et un peu plus chaud (avec une température annuelle moyenne plus haute de 1,5 °C) que ce qui serait attendu à cette latitude. Le climat est continental et sec avec des printemps chauds, des étés secs et ensoleillés, de longs automnes et des hivers froids.
La station météo de Strasbourg (150 mètres d'altitude) se trouve à l'extrémité nord de l'aire d'appellation, mais au bord du Rhin. Ses valeurs climatiques de 1961 à 1990 sont :
| Mois                              | jan. | fév. | mars | avril | mai  | juin | jui. | août | sep. | oct. | nov. | déc. | année |
| --------------------------------- | ---- | ---- | ---- | ----- | ---- | ---- | ---- | ---- | ---- | ---- | ---- | ---- | ----- |
| Température minimale moyenne (°C) | −1,7 | −0,9 | 1,6  | 4,6   | 8,6  | 11,7 | 13,4 | 13,1 | 10,3 | 6,5  | 2,1  | −0,7 | 5,7   |
| Température moyenne (°C)          | 0,9  | 2,5  | 6    | 9,6   | 13,8 | 17   | 19,1 | 18,6 | 15,5 | 10,6 | 5,2  | 1,9  | 10,1  |
| Température maximale moyenne (°C) | 3,5  | 5,8  | 10,4 | 14,6  | 19   | 22,2 | 24,7 | 24,2 | 20,8 | 14,7 | 8,2  | 4,5  | 14,4  |
| Ensoleillement (h)                | 42   | 78   | 122  | 161   | 197  | 212  | 240  | 215  | 168  | 101  | 58   | 43   | 1 637 |
| Précipitations (mm)               | 33,1 | 34,3 | 36,6 | 48    | 74,5 | 74,6 | 56,8 | 67,8 | 55,5 | 43   | 46,6 | 39,9 | 610,5 |

La station météo de Colmar (209 mètres d'altitude) se trouve au milieu de l'aire d'appellation, mais en plaine. Ses valeurs climatiques de 1961 à 1990 sont :
| Mois                              | jan. | fév. | mars | avril | mai  | juin | jui. | août | sep. | oct. | nov. | déc. | année |
| --------------------------------- | ---- | ---- | ---- | ----- | ---- | ---- | ---- | ---- | ---- | ---- | ---- | ---- | ----- |
| Température minimale moyenne (°C) | −2,1 | −1,1 | 1,4  | 4,5   | 8,3  | 11,5 | 13,3 | 12,9 | 10,2 | 6,3  | 1,8  | −1   | 5,5   |
| Température moyenne (°C)          | 0,9  | 2,6  | 6,1  | 9,7   | 13,8 | 17,1 | 19,3 | 18,8 | 15,8 | 10,9 | 5,3  | 1,9  | 10,2  |
| Température maximale moyenne (°C) | 3,8  | 6,3  | 10,8 | 15    | 19,3 | 22,7 | 25,3 | 24,7 | 21,5 | 15,5 | 8,7  | 4,8  | 14,9  |
| Ensoleillement (h)                | 53   | 83   | 128  | 165   | 200  | 223  | 246  | 222  | 176  | 117  | 68   | 52   | 1 724 |
| Précipitations (mm)               | 35,5 | 32,2 | 37,7 | 46,7  | 67   | 67,2 | 59,3 | 63,3 | 46,7 | 37,9 | 47,7 | 40,2 | 581,4 |

La station météo de l'aéroport Bâle-Mulhouse (267 mètres d'altitude) se trouve à l'extrémité sud de l'aire d'appellation, encore une fois en plaine. Ses valeurs climatiques de 1961 à 1990 sont :
| Mois                              | jan. | fév. | mars | avril | mai  | juin | jui. | août | sep. | oct. | nov. | déc. | année |
| --------------------------------- | ---- | ---- | ---- | ----- | ---- | ---- | ---- | ---- | ---- | ---- | ---- | ---- | ----- |
| Température minimale moyenne (°C) | −2,2 | −1,1 | 1,4  | 4,3   | 8,3  | 11,5 | 13,5 | 13,2 | 10,6 | 6,7  | 1,9  | −1,1 | 5,6   |
| Température moyenne (°C)          | 0,8  | 2,5  | 5,9  | 9,4   | 13,5 | 16,9 | 19,2 | 18,7 | 15,7 | 11,1 | 5,3  | 1,8  | 10,1  |
| Température maximale moyenne (°C) | 3,8  | 6,2  | 10,3 | 14,4  | 18,8 | 22,2 | 24,8 | 24,1 | 20,9 | 15,4 | 8,8  | 4,8  | 14,6  |
| Ensoleillement (h)                | 65   | 86   | 124  | 164   | 197  | 218  | 250  | 222  | 175  | 126  | 80   | 61   | 1 768 |
| Précipitations (mm)               | 53,9 | 50,5 | 49,5 | 58,5  | 76,3 | 73,6 | 62,9 | 79,9 | 54,7 | 49,2 | 58,1 | 54,5 | 721,7 |

## Vignoble

### Présentation

Carte de l'aire d'appellation et localisation des grands crus.

La dénomination sylvaner d'Alsace peut être produite sur l'ensemble des communes du vignoble d'Alsace faisant partie de l'aire de production de l'appellation alsace, soit sur 119 communes.
L'aire sur laquelle pousse le sylvaner B en 2009 est de 1 376 hectares, principalement dans le Bas-Rhin (avec 969 hectares) et dans la plaine d'Alsace (avec une exception notable : le coteau du Zotzenberg). Sur un total de 15 570 hectares (aire plantée de l'appellation alsace), la part du sylvaner sur l'ensemble est donc de 8,8 %.
Cette aire est en réduction depuis les années 1970, époque à laquelle il était le cépage dominant dans le vignoble d'Alsace avec environ le quart de l'encépagement. L'aire plantée en sylvaner B était encore de 1 889 hectares en 2000.

### Dénominations géographiques
Une procédure de demande de modification du cahier des charges de l'appellation alsace est en cours depuis octobre 2010, comprenant notamment la demande de reconnaissance de plusieurs dénominations géographiques, dont deux concernent spécifiquement le sylvaner :
- Blienschwiller (sur la commune de Blienschwiller) ;
- Côtes de Barr (sur la commune de Barr).

### Encépagement

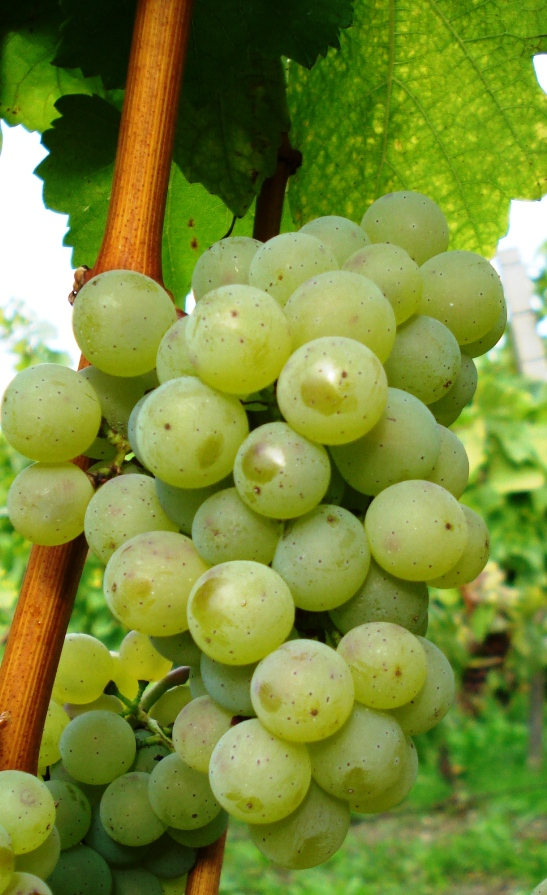
Grappe de sylvaner B, ici en Franconie.

Le sylvaner est un vin mono-cépage, produit à partir du sylvaner B. Il est un cépage relativement précoce, à la production particulièrement régulière.

### Rendements
En 2009, les rendements autorisés étaient de 80 hectolitres par hectare, sans plafond limite de classement.
Le sylvaner est un cépage particulièrement productif, d'où un rendement réel particulièrement élevé, avec une moyenne à 78,6 hectolitres par hectare en 2009.

## Vins

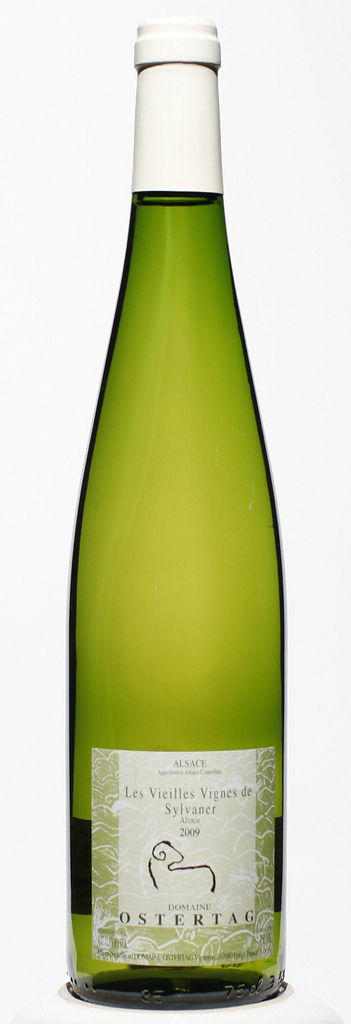
Flûte de sylvaner vieilles vignes.

La production de sylvaner d'Alsace au sein de l'appellation alsace est de 62 833 hectolitres en 2019, ce qui fait sur un total de 1 028 705 hectolitres de vin une part de 6 %.

### Vinification et élevage
Le jour de la vendange, à l'arrivée au chai, le raisin est foulé et pressé pour séparer le moût du marc de raisin. Pour ce travail, les pressoirs pneumatiques remplacent progressivement les pressoirs horizontaux à plateau. Puis le moût est mis en cuve pour le débourbage, qui est le soutirage du jus sans les bourbes, soit par filtrage, soit par décantation en attendant qu'elles se déposent au fond de la cuve.
La fermentation alcoolique débute sous l'action de levures indigènes ou de levures sélectionnées introduites lors du levurage : cette opération transforme le sucre du raisin en alcool. La maîtrise de la température de fermentation par un système de réfrigération permet d'exprimer le potentiel aromatique du produit.
La fermentation achevée au bout d'un mois, le vin est soutiré afin d'éliminer les lies. La fermentation malolactique n'est généralement pas réalisée, bloquée par un sulfitage pour conserver son acidité au vin. Ce dernier peut être stocké en cuve pour le préparer à l'embouteillage ou élevé en barrique ou foudres de bois de chêne.
Le vin est soutiré, puis généralement de nouveau filtré avant le conditionnement en bouteilles, dès février ou mars.

### Gastronomie
Le sylvaner d'Alsace est un vin blanc à la robe claire, avec un nez et une bouche au fruité le plus souvent discret.
Considéré comme inférieur aux « vins nobles » que sont le riesling, le pinot gris et le gewurztraminer, le sylvaner peut être de qualité quand il est produit avec des rendements plus mesurés, comme le prouvent les viticulteurs du grand cru Zotzenberg, ainsi que quelques producteurs en appellation alsace.
Le critique Robert Parker décrit le sylvaner d'Alsace ainsi : « C'est le moins séduisant des cépages alsaciens. Les vins pèchent souvent par manque de bouquet et tendent à être neutres, voire végétaux, au nez. Du fait de son acidité élevée, le sylvaner devrait être assemblé plutôt que vinifié seul. Potentiel de garde : 1 à 5 ans. »
Le sylvaner s'accorde classiquement avec la cuisine alsacienne, son acidité accompagnant les plats un peu gras (par exemple une choucroute garnie ou une flammekueche) ; son caractère sec et léger en fait aussi un compagnon des fruits de mer.

## Économie

### Type de bouteilles
Les vins d'Alsace doivent être mis en bouteille uniquement dans des flûtes d'Alsace, bouteilles du type « à vin du Rhin » de 75 centilitres, règlementée par des décrets.

### Liste de producteurs
De très nombreux viticulteurs et négociants alsaciens proposent du sylvaner, en entrée de leur gamme de prix.